# 붉은나무쥐
붉은나무쥐(Pithecheir melanurus)는 설치류의 일종이다. 인도네시아 자와섬 서부 지역에서만 발견된다.

## 특징
꼬리 길이 172~215mm를 제외한 몸길이가 148~180mm인 보통 크기의 설치류다. 발 길이는 26~32mm이고 귀 길이는 18~20mm, 몸무게는 최대 135g이다. 털이 아주 길고 부드럽다. 등 쪽 털은 불그스레한 반면에 배 쪽은 희다. 귀와 발은 불그스레하다.

## 생태
나무 위에서 주로 생활하는 수상성 동물이다. 나무 가지 위 또는 나무 줄기의 구멍 속에 잎 또는 이끼로 공 모양의 둥지를 만든다. 암컷은 한 번에 한 마리의 새끼를 낳는다.

## 분포 및 서식지
자와섬 서부 지역에 널리 분포한다. 수마트라섬에서 발견되지 않는다. 해발 최대 1,200m 이하의 열대 숲에서 서식하는 것으로 추정된다.